# 73 Ophiuchi
73 Ophiuchi, eller V2666 Ophiuchi, är en pulserande variabel av Gamma Doradus-typ (GDOR) i stjärnbilden Ormbäraren.
73 Ophiuchi har bolometrisk magnitud +6,11 och varierar i amplitud med 0,02 magnituder och en period av 0,61439 dygn eller 14,745 timmar. Den befinner sig på ett avstånd av ungefär 180 ljusår.